# Onze-Lieve-Vrouwekapel (Aarschot)

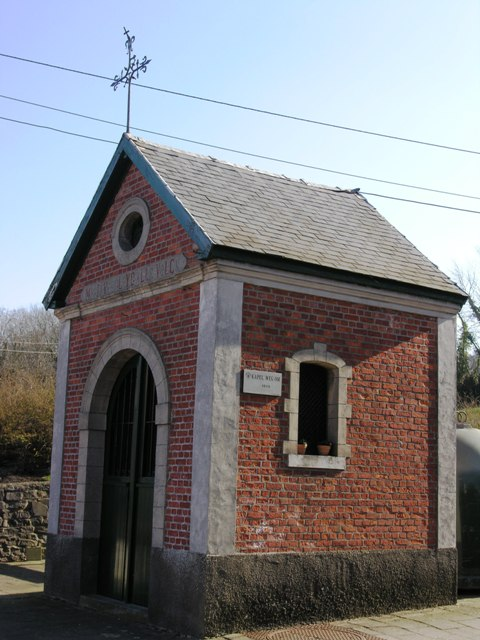
Onze-Lieve-Vrouwekapel

De Onze-Lieve-Vrouwekapel is een kapel in de Vlaams-Brabantse stad Aarschot, gelegen aan de Leibergweg.
De kapel werd opgericht in 1813 en is uitgevoerd in neoclassicistische stijl. Een chronogram, luiodende: MarIa VerbLeYD aLLe VoLCk werd in het stichtingsjaar op de voorgevel aangebracht.
De kapel werd in het 3e kwart van de 20e eeuw afgebroken om enigszins verplaatst te worden vanwege wegverbreding. De kapel is opgetrokken in baksteen met natuurstenen omlijstingen en heeft een rechthoekige plattegrond. Op de top van de voorgevel bevindt zich een smeedijzeren kruis.